# Ardie Savea

a Compétitions nationales et continentales officielles uniquement.

b Matchs officiels uniquement.
Dernière mise à jour le 19 août 2025.
Ardie Savea, né le 14 octobre 1993 à Wellington (Nouvelle-Zélande), est un joueur international néo-zélandais de rugby à XV évoluant aux postes de troisième ligne aile et troisième ligne centre. Il évolue avec les Hurricanes en Super Rugby depuis 2013. Il mesure 1,88 m pour 104 kg. Il est le frère cadet de l'ailier All Black Julian Savea.
Sur le plan individuel, il est élu meilleur joueur du monde pour l'année 2023 par la World Rugby, étant le sixième néo-zélandais de l'histoire à remporter ce titre après Dan Carter, Richie McCaw, Kieran Read, Brodie Retallick et Beauden Barrett.  

## Carrière

### En club
Ardie Savea a fait ses débuts professionnels à 19 ans en 2012 en ITM Cup (championnat des provinces néo-zélandaises) avec la province de Wellington. Lors de sa première saison, il joue dix matchs, tous comme titulaire, et inscrit sept essais.
À la suite de cette bonne saison, il fait également ses débuts en Super Rugby lors de la saison 2013 avec la franchise des Hurricanes. Après deux premières saisons encourageantes, il s'impose réellement lors de la saison 2015 où il dispute 15 matchs et inscrit trois essais. Il aide son équipe à aller jusqu'en finale de la compétition, qu'il manque en raison d'une blessure à l'épaule contractée lors de la demi-finale.
En saison 2016, il effectue à nouveau une bonne saison avec son équipe, qui sera couronnée par un titre de champion du Super Rugby après la finale remportée face aux Lions,. Il prolonge dans la foulée son contrat avec les Hurricanes et la fédération néo-zélandaise pour deux années supplémentaires.
En 2018, après avoir envisagé un départ vers la France, il prolonge à nouveau son contrat jusqu'en 2021. 
Devenu un cadre indiscutable en club et sélection, il prolonge son contrat pour quatre années de plus en décembre 2021, portant son engagement jusqu'en 2025.
Tout en restant sous contrat avec la fédération néo-zélandaise et les Hurricanes, il dispute une saison au Japon avec les Kobelco Kobe Steelers pour la saison 2023-2024.

### En équipe nationale

#### En rugby à XV
Il joue avec l’équipe de Nouvelle-Zélande des moins de 20 ans en 2013. Il finit alors quatrième du championnat du monde junior cette année-là.
En novembre 2013, il est sélectionné par Steve Hansen pour participer à la tournée en Europe avec l'équipe de Nouvelle-Zélande, afin de : « lui faire découvrir la vie d'un All Black » . Il a par la suite participé à d'autres camps d'entrainement des All Blacks, sans pour autant avoir droit à sa première sélection.
Il est rappelé en sélection en juin 2016 dans le cadre de la série de tests-matchs contre le pays de Galles. Il obtient sa première cape internationale avec l'équipe de Nouvelle-Zélande le 11 juin 2016 à l’occasion d’un match contre l'équipe du pays de Galles à Auckland.
Après cinq première sélections en tant que remplaçant, il obtient sa première titularisation le 11 juin 2016 contre l'équipe d'Afrique du Sud au côté de son frère Julian, marquant un essai chacun lors de la rencontre. Puis, il est sélectionné en équipe nationale pour le Rugby Championship, que son pays remporte en gagnant toutes ses confrontations,. De plus, la Nouvelle-Zélande égalise le record de matchs remportés d'affilée toutes compétitions confondues avec dix-sept succès lors de la dernière journée où elle bat largement l'Afrique du Sud 57 à 15, chez elle à Durban.
En août 2019, il est retenu dans le groupe de 31 joueurs sélectionné pour disputer la Coupe du monde au Japon.
En août 2021, il est nommé provisoirement capitaine des All Black pour le restant de l'année, en l'absence de Sam Cane ou Sam Whitelock. À la fin de l'année, il est élu meilleur international néo-zélandais de la saison 2021.
Le 7 août 2023, il est sélectionné pour disputer la Coupe du monde en France. Titulaire en troisième ligne centre durant la compétition, il termine finaliste de celle-ci contre l'Afrique du Sud. Fin octobre 2023, il est élu meilleur joueur du monde World Rugby.

#### En rugby à sept
Ardie Savea a fait ses débuts avec l'équipe de Nouvelle-Zélande à sept en 2012, alors qu'il était âgé que 18 ans. 
Il fait son retour avec cette sélection lors des World Rugby Sevens Series de 2016, dans le cadre de la préparation aux jeux olympiques de Rio qui se déroulent lors de l'été 2016. Cependant, en avril 2016, il décide de quitter la sélection à sept pour se consacrer uniquement au rugby à XV, mettant ainsi une croix sur sa participation aux Jeux olympiques. Cette décision sera alors vivement critiquée dans son pays notamment par le capitaine de la sélection néo-zélandaise à sept DJ Forbes,.
| Saison    | Statistiques | Statistiques | Statistiques | Classement final | Tournois disputés | Vainqueur du tournoi | 2e place | 3e place |
| Saison    | M            | Ess          | Pts          | Classement final | Tournois disputés | Vainqueur du tournoi | 2e place | 3e place |
| --------- | ------------ | ------------ | ------------ | ---------------- | ----------------- | -------------------- | -------- | -------- |
| 2011-2012 | 23           | 13           | 65           | 1er              | 6/9               | 1                    | 3        | 2        |
| 2015-2016 | 12           | 2            | 10           | 3e               | 2/10              | 2                    | 0        | 0        |
| Total     | 35           | 15           | 75           | -                | 8                 | 3                    | 3        | 2        |

## Palmarès

### En club et province
- Vainqueur du Super Rugby en 2016 avec les Hurricanes.
- Finaliste du Super Rugby en 2015 avec les Hurricanes.

### En équipe nationale
- Vainqueur du Rugby Championship en 2016, 2017, 2018, 2020, 2021, 2022 et 2023.
- Finaliste de la Coupe du monde en 2023.

### Distinctions personnelles
- Membre de l'équipe type du Super Rugby en 2017[33] et 2025.
- Élu Meilleur joueur du monde World Rugby en 2023.
- Élu meilleur joueur du Super Rugby en 2025.

## Statistiques

### En équipe nationale
Au 19 août 2025, Ardie Savea compte 98 capes en équipe de Nouvelle-Zélande, dont 72 en tant que titulaire, depuis le 11 juin 2016 contre le Pays de Galles à Auckland. Il inscrit 30 essais (150 points). 
Il participe à dix éditions du Rugby Championship, en 2016, 2017, 2018, 2019, 2020, 2021, 2022, 2023, 2024 et 2025. Il dispute 39 rencontres dans cette compétition.
Il participe à deux éditions de la Coupe du monde en 2019, cinq matchs, et en 2023, six matchs.